# رود والاس
رود والاس (انگلیسی: Rod Wallace؛ زادهٔ ۲ اکتبر ۱۹۶۹) یک بازیکن فوتبال اهل بریتانیا است.